# 池田豊
池田 豊（いけだ ゆたか、1893年9月24日 - 1952年10月21日）は、東京府北多摩郡武蔵野村（現：武蔵野市）出身のプロ野球監督・審判。

## 来歴・人物
早稲田中学校を経て、早稲田大学卒業。早大時代は三塁手。卒業後東京六大学野球連盟の審判となる。
1936年、大学の先輩河野安通志が総監督をつとめる大日本野球連盟名古屋協会（名古屋軍）の初代監督に就任。河野が後楽園イーグルスを設立すると同時に辞任した。
名古屋軍では後に公式戦の基点となる東京の職業野球連盟発足記念トーナメントで優勝を果たし（ただし、大阪では阪急に、名古屋では大阪にさらわれた。）、「プロ野球選手は自前で養成しよう」との信念から、少年野球から西沢道夫を発掘し、後に中日の大選手になる道筋を作っている。
1937年に日本職業野球連盟の審判部に入局。初代審判部長であった沢東洋男から部長職を引き継ぎ第二代の審判部長となった。戦後もプロ野球審判をつとめるが1948年限りで引退。2リーグ分裂後も指導員としてどちらにも所属しなかった。
その後市岡忠男の要請により日本サイクリスト・センター（現在の日本競輪学校）の訓練部長として競輪選手の育成に当たろうとしたが、その矢先に胃癌のため倒れ1952年に59歳で逝去した。
1962年に競技者表彰で野球殿堂入りを果たしている。

## 詳細情報

### 通算監督成績
通算1年指揮、42試合、19勝23敗、勝率.452

### 表彰
- 野球殿堂競技者表彰（1962年）

### 背番号
- 30（1936年）